# David Ford Jones

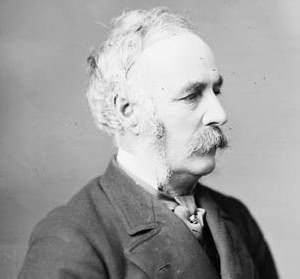
David Ford Jones.

David Ford Jones (n.22 de agosto de 1818, Brockville, Canadá - † 20 de febrero de 1887) fue manufacturero y una figura política en Ontario. Representó al distrito electoral de Leeds South en la Cámara de los Comunes de Canadá como miembro del Partido Conservador de Canadá a partir de 1874 hasta 1882.
Nació en Brockville, Ontario en 1818, hijo de Jonas Jones, estudió en el Upper Canada College. Jones instaló un negocio en la ciudad de Gananoque dedicado a la fabricación de herramientas de cultivo. También colaboró con la milicia local durante las rebeliones de 1837. Él comando una unidad de artillería durante las incursiones de Fenian.
En 1864, lo eligieron para representar a Leeds South en el 8º Parlamento de la Provincia de Canadá cuando Albert Norton Richards aceptó el puesto de Solicitor General de Canada West (Porción oeste de la provincia de Canadá. Fue elegido para la Cámara de los Comunes en 1874 y en 1878.